# Maja Schmid
Maja Schmid (11 september 1967) is een voormalig freestyleskiester uit Zwitserland. Ze vertegenwoordigde haar vaderland op de Olympische Winterspelen 1992 in Albertville en op de Olympische Winterspelen 1994 in Lillehammer.
Na haar topsportcarrière werd Schmid skilerares. 

## Resultaten

### Olympische Winterspelen
| Jaar | Plaats      | Resultaten           |
| ---- | ----------- | -------------------- |
| 1992 | Albertville | 7e Acro# 8e Aerials# |
| 1994 | Lillehammer | 4e Aerials           |

# Demonstratie onderdeel waarbij geen olympische medailles werden toegekend.

### Wereldkampioenschappen
| Jaar | Plaats                | Resultaten                                       |
| ---- | --------------------- | ------------------------------------------------ |
| 1991 | Lake Placid           | 12e Aerials · 10e Acro · 19e Moguls · Combinatie |
| 1993 | Altenmarkt-Zauchensee | 16e Aerials 22e Acro 18e Moguls 4e Combinatie    |
| 1995 | La Clusaz             | 23e Aerials · 9e Acro · 20e Moguls · Combinatie  |

### Wereldbeker
Eindklasseringen
| Seizoen   | Algemeen         | Aerials           | Acro              | Moguls            | Combinatie      |
| --------- | ---------------- | ----------------- | ----------------- | ----------------- | --------------- |
| 1990/1991 | · 13,00 punten   | 19e 17,00 punten  | 9e 46,00 punten   |                   | · 50,00 punten  |
| 1991/1992 | · 15,00 punten   | 14e 26,00 punten  | 8e 41,00 punten   |                   | · 55,00 punten  |
| 1992/1993 | · 153,00 punten  | 15e 344,00 punten | 8e 528,00 punten  | 22e 264,00 punten | · 584,00 punten |
| 1993/1994 | 4e 136,00 punten | 9e 512,00 punten  | 11e 492,00 punten | 35e 80,00 punten  | · 684,00 punten |
| 1994/1995 | · 157,00 punten  | 11e 532,00 punten | 13e 444,00 punten | 25e 192,00 punten | · 592,00 punten |

Wereldbekerzeges
| Datum            | Plaats                | Onderdeel  |
| ---------------- | --------------------- | ---------- |
| 25 januari 1992  | Lake Placid           | Combinatie |
| 8 maart 1992     | Madarao               | Combinatie |
| 12 december 1992 | Tignes                | Combinatie |
| 23 januari 1993  | Lake Placid           | Combinatie |
| 26 februari 1993 | La Plagne             | Combinatie |
| 22 januari 1994  | Lake Placid           | Combinatie |
| 4 februari 1994  | La Clusaz             | Combinatie |
| 5 maart 1994     | Altenmarkt-Zauchensee | Combinatie |
| 8 januari 1995   | Whistler Blackcomb    | Combinatie |
| 15 januari 1995  | Breckenridge          | Combinatie |
| 4 februari 1995  | Oberjoch              | Combinatie |
| 10 maart 1995    | Hundfjället           | Combinatie |